# آلبرت فریمن (بازیکن فوتبال)
آلبرت فریمن (انگلیسی: Albert Freeman؛ ۲۱ اکتبر ۱۸۹۹ – Unknown) بازیکن فوتبال اهل بریتانیا بود.
از باشگاه‌هایی که در آن بازی کرده‌است می‌توان به باشگاه فوتبال سوانزی سیتی و باشگاه فوتبال برنلی اشاره کرد.